# خودبرجسته‌نما
خودبرجسته‌نما نوعی تصویر برجسته‌نما است که طراحی آن به گونه‌ای است که خطای دیدی در مغز انسان ایجاد می‌کند تا وی تصویری دوبعدی را به صورت سه‌بعدی ببیند.
ساده‌ترین گونهٔ خودبرجسته‌نما شامل الگوهایی است که به صورت افقی تکرار شده‌اند و هنگامی که این الگوها با حاشیهٔ مناسب دیده شوند طوری به نظر می‌رسند که گویی در رو یا زیر پس‌زمینهٔ تصویر شناور هستند

## تاریخچه
در سال ۱۹۷۰ م. ماسایوکی ایشو هنرمند ژاپنی با ستفاده از چهار نوار موازی به هم پیوسته از الگوهای تصادفی نخستین استریوگرام تک تصویری یا اتواستریوگرام (همان چیزی که ما تصویر سه بعدی جادویی می‌نامیم) را پدید آورد. در ۱۹۷۴ م. یک سویسی این کار را با شش نوار کرد. هنر این دو تن بیش از هر چیز در این بود که با استفاده از دست و بدون دخالت رایانه ظرافت‌های نهفته در این تصاویر را پدید می‌آوردند. در سال ۱۹۷۹ م پروفسور کریستوفر تایلر روانشناس انگلیسی با استفاده از امکانات رایانه‌ای و همکاری کلارک مائورین برنامه نویس تصاویری از این دست پدید آورد
در سال ۱۹۹۱ م یک آلمانی با تولید تصاویر متنوعی از این دست این امر را به سوی تجاری شدن سوق داد و از آن پس پوسترها و مجلات و کتاب‌های بی‌شماری از این دست چاپ شدند.

## کاربردها
امروزه استریوگرام‌ها به‌طور کلی علاوه بر. سرگرمی مصارف جدیدی نیز پیدا کرده‌است تکنیک در جغرافی، هواشناسی و مصارف نظامی افراد را در درک بهتر ناهمواری‌های محیطی یاری می‌دهد. در زیست شناسی و شیمی برای درک ساختارهای ذره بینی سلولی و مولکولی کاربرد دارد. در علم پزشکی نیز پزشکان با کمک این شیوه در تحقیقات خود بر روی سرخرگ‌ها نتایج موفقیت آمیزی گرفته‌اند. هرچند که اتواستریوگرام‌ها یا ژرف نماهایی از این دست که در آن‌ها موضوع سه بعدی‌سازی با نقش زمینه هیچ ارتباط منطقی ندارد بیشتر برای سرگرمی استفاده می‌شوند. مزیت بزرگ آن‌ها در این است که آشکارسازی حجم نهفته در دل آن‌ها با چشم غیر مسلح و بدون دخالت هیچ دستگاه خارجی و تنها با تغییر دادن حالت نگاه امکان‌پذیر است.

## نحوهٔ تماشا
برای تماشا ابتدا باید توانایی دوتا دیدن یک شی را داشت. برای مثال، اگر کسی انگشت خود را بالا بیاورید و به جای آن، جایی پشت انگشت را نگاه کند، از انگشت خود دو تصویر می‌بیند. در این حالت، عملاً هر یک از چشم‌ها از انگشت تصویری ساخته‌است که بر هم منطبق نیستند و به همین علت دو تصویر دیده می‌شود.
برای تماشای تصاویر استریوگرام، کافی است همین کار روی یکی از آن‌ها انجام گیرد. به آن تصویر به گونه‌ای که دو تصویر دیده شود نگاه شود. در این نوع تصاویر معمولاً تکه‌های تکراری وجود دارد. کافی ست دو تکهٔ تکراری متوالی را در دو تصویر تشکیل شده روی هم منطبق نمود. پس از کمی کمی مکث در این حالت، شبه سه بعدی تشکیل خواهد شد.

## علت
می‌دانیم که دو چشم ما از دو جایگاه مختلف جهان را می‌نگرند و هنگام مشاهده یک شیء هر دو بدان خیره می‌شوند. تشخیص فاصله نقطه مورد مشاهده از چشم در حالت کلی به‌طور ناخودآگاه بر اساس زاویه میل دو چشم به یکدیگر مشخص می‌شود. در حالتی که امتداد دو نگاه با یکدیگر موازی باشند و یکدیگر را در دوردست‌ها قطع کنند، مغز تشخیص فاصله دور را می‌دهد. هر چه دو چشم به یکدیگر نزدیک شوند، و هرچه زاویه بین دو امتداد نگاه بیشتر شود، نقطه برهم نهی دو چشم که محل قرار گرفتن شیء مورد مشاهده‌است، به چشم نزدیک تر می‌شود. بنابراین مغز از تفاوت‌های جزئی دو تصویری که به دو چشم می‌رسد حجم واقعی اشیاء و فواصل نسبی آن‌ها را از چشم درک می‌کند. این همان حقیقت کلیدی است که در ژرف نماها و همهٔ اشکال گوناگون استریوگرام‌ها به کار رفته‌است.